# Orientierung
Orientierung: katholische Blätter für weltanschauliche Information (en français : Orientations: Feuilles catholiques d’informations concernant la Weltanschauung est une revue de culture catholique fondée par des Jésuites de Suisse en 1936. Bimensuelle à partir de 1947, et très influente dans la période qui suivit immédiatement le concile Vatican II, elle cesse de paraitre en 2009.

## Histoire
À partir de 1936 paraissent des feuilles polycopiées appelées ‘Antimarxistischer Mitteilungsdienst’ (‘Service d’information antimarxiste’) et ‘Apologetische Blätter’ (Feuilles apologétiques) publiées par l’Institut pour les questions liées à la Weltanschauung’ (l'Institut für weltanschauliche Fragen) des Jésuites suisses de Zurich.
La revue est imprimée pour la première fois en 1944 comme service interne d’information pour les agents de la presse catholique et vise dès le départ un double lectorat: les catholiques qui, depuis les années 1940, participent aux initiatives de réforme au sein de l'Église catholique, et un public plus large qui, pour des raisons professionnelles, se pose des questions fondamentales touchant la théologie, la philosophie et les Sciences sociales.
Ce double objectif conduit la revue à changer de nom en 1947 et s’appelle dès lors ‘Orientierung’. Elle est bimensuelle. Des écrivains se distinguent tels Mario von Galli (qui y consacre une grande partie de sa vie) et Ludwig Kaufmann.
La revue bimensuelle, de présentation très sobre et même austère, atteint un haut niveau de lectorat et circulation durant la décennie qui suivit le concile Vatican II, contribuant beaucoup à faire passer les décisions (et ‘orientations...) du concile dans la vie de l’Église catholique et des communautés chrétiennes germanophones.
Avec l’érosion d’un ‘milieu catholique’ identitaire et le changement de la fonction sociale de la religion dans la société moderne, avec un intérêt et des problématiques différentes (théologie de la libération, rencontre des religions, morale sexuelle, etc) la revue perd progressivement une partie de son lectorat traditionnel. Sa publication est arrêtée en 2009.
Toutes les éditions de la revue ont été mises en ligne, et ainsi à la libre disposition du public, par l'Institut für weltanschauliche Fragen' de Zurich.